# Eberhard Rack
Eberhard Rack (* 19. Juni 1935 in Gleiwitz) ist ein deutscher, emeritierter Professor für die Didaktik der Geographie in Berlin.

## Leben
Rack zog 1946 nach Arle, dann nach Hage. 1956 legte er in Norden das Abitur ab und studierte im Anschluss in Münster Germanistik und Geowissenschaften. Rack ging Ostern 1964 als Lehrer an das Ulrichsgymnasium in Norden (Ostfriesland) und promovierte 1965 parallel dazu über die Besiedlung und Siedlung des Altkreises Norden. 1972 wurde er als Professor für die Didaktik der Geographie zunächst an die Pädagogische Hochschule nach Berlin gerufen, die 1980 im Zuge der Neuordnungen in die Technische Universität Berlin überging.
Rack verfasste zahlreiche Schriften zur Regionalgeschichte und -geographie Ostfrieslands.

## Schriften (Auswahl)
- 1965: Besiedlung und Siedlung des Altkreises Norden, Dissertation Universität Münster
- 1967: Einzugsbereich und Schülerstruktur des Ulrichgymnasiums. In: 400 Jahre Ulrichsgymnasium Norden. (Hrsg. Derk de Haan), Norden 1967.
- 1974: Landeskunde Ostfriesland, Norden: Arbeitsgemeinschaft der Sparkassen Ostfrieslands
- 1977: mit Hans Kolde: Luftbildatlas Ostfriesland, Norden: Soltau.
- 1977 (?): Kleine Ostfrieslandkunde, Norden: Soltau.
- 1977: Große Wanderwege Ostfrieslands: Darstellung der Wanderwege im ostfriesisch-friesischen Raum mit erläuterndem Kartenteil, Rhauderfehn: Ostendorp.
- 1978: Berumerfehn – eine nicht typische Fehnsiedlung, in: Ostfreesland, Kalender für Jedermann 61 (1978).
- 1979: Große Wanderwege zwischen Ems und Jade: ein historisch-landschaftskundlicher Wanderführer, Rhauderfehn: Ostendorp, ISBN 3-921516-22-6.
- 1980: Die Westermarsch – Monographie einer Marschlandschaft, in: Ostfreesland – Kalender für Jedermann 63, 1980, S. 165–172.
- 1982: mit Ufke Cremer: Up Leegemoors Wolfahrt: 350 Jahre Leegemoorgesellschaft zu Norden, Festschrift zum 12. Oktober 1982, Norden: Soltau, ISBN 978-3-922365-25-9.
- 1989: Ostfriesland und Friesland: ein Reiseführer zwischen Jadebusen und Dollart; 16 Autotouren und 53 Spaziergänge, Leer: Rautenberg, ISBN 978-3-7921-0408-8.
- 1992: Ostfriesland, Köln: DuMont, ISBN 978-3-7701-2772-6.
- 1997: Die schönsten Radfernwege zwischen Weser und Ems: 800 km Radfernwege in Ostfriesland, Oldenburg und im Emsland, Bielefeld: BVA, ISBN 978-3-87073-212-7.
- 1998: Kleine Landeskunde Ostfriesland, Oldenburg: Isensee-Verlag, ISBN 3-89598-534-1.